# Antemiusz (prefekt)
Anthemius – prefekt pretorium Wschodu w latach 405–414. Dążył do stworzenia armii narodowej, prowadził politykę antygermańską. Wzmocnił fortyfikacje miast iliryjskich oraz zbudował w 413 nowe mury obronne w Konstantynopolu, doprowadził też do umocnienia linii Dunaju. Starał się ulżyć kuriałom oraz łagodził obciążenia fiskalne wsi i miast.